# 티나 찰스 (농구 선수)
티나 알렉산드리아 찰스(영어: Tina Alexandria Charles, 1988년 12월 5일~)는 미국의 농구 선수로 포지션은 센터이다. 미국 여자 농구 협회(WNBA)의 코네티컷 선과 뉴욕 리버티 소속으로 뛰었으며 미국 여자 대표팀의 일원으로서 2012년, 2016년, 2020년 하계 올림픽에서 3연속으로 금메달을 획득했다.